# Gude (peuple)
Pour les articles homonymes, voir Gude.
Les Gude sont une population d'Afrique de l'Ouest et centrale, établie principalement au Nigeria, également de l'autre côté de la frontière au Cameroun, dans la partie sud des monts Mandara.

## Ethnonymie
Selon les sources et le contexte, on rencontre de multiples variantes : Cheke, Goude, Goudes, Guda, Gudes, Gudi, Mapodi, Mapuda, Mocigin, Motchekin, Mubi, Mubis, Mudaye, Shede, Tchade, Tcheke, Tchiki, Tseke.

## Langues
Ils parlent le gude, une langue tchadique. Le nombre total nombre de locuteurs a été estimé à près de 100 000, dont 68 000 au Nigeria (1987) et 28 000 au Cameroun. Le haoussa, le nzanyi, le peul ou l'anglais sont également utilisés.